# 319 Leona
319 Leona este un asteroid din centura principală, descoperit pe 8 octombrie 1891, de Auguste Charlois.